# Gabriel Popescu
Gabriel "Gabi" Popescu (Craiova, Rumanía, 25 de diciembre de 1973) es un exfutbolista rumano, se desempeñaba como centrocampista y se retiró en 2005 jugando en Japón.

## Clubes
| Club                     | País          | Año         | Partidos | Goles |
| FC Extensiv Craiova      | Rumanía       | 1992 - 1994 | 65       | 0     |
| FC Universitatea Craiova | Rumanía       | 1994 - 1997 | 93       | 15    |
| UD Salamanca             | España        | 1997 - 1998 | 15       | 5     |
| Valencia CF              | España        | 1998 - 1999 | 25       | 1     |
| CD Numancia              | España        | 1999 - 2000 | 7        | 1     |
| Dinamo de Bucarest       | Rumanía       | 2000        | 9        | 0     |
| FC Universitatea Craiova | Rumanía       | 2000 - 2001 | 8        | 1     |
| Progresul de Bucarest    | Rumanía       | 2001 - 2002 | 47       | 5     |
| Suwon Samsung Bluewings  | Corea del Sur | 2002 - 2004 | 59       | 12    |
| Progresul de Bucarest    | Rumanía       | 2004 - 2005 | 11       | 1     |
| JEF United               | Japón         | 2005        | 7        | 1     |

## Palmarés
Valencia CF
- Copa del Rey: 1999
- Copa Intertoto: 1999

JEF United
- Copa J. League: 2005

- Datos: Q476817